# Fjärdskär (vid Hitis, Kimitoön)
Fjärdskär är en ö i Finland. Den ligger i Skärgårdshavet och i kommunen Kimitoön i landskapet Egentliga Finland, i den sydvästra delen av landet. Ön ligger omkring 63 kilometer söder om Åbo och omkring 140 kilometer väster om Helsingfors.  Den ligger på ön Rosalalandet.
Öns area är 1,9 hektar och dess största längd är 200 meter i nord-sydlig riktning. Närmaste större samhälle är Dragsfjärd, 19,3 km norr om Fjärdskär.